# Glass Houses (Album)
Glass Houses ist das siebte Studioalbum des US-amerikanischen Musikers Billy Joel. Es wurde im Frühjahr 1980 veröffentlicht und ist die erste Platte, von der mit It’s still Rock and Roll to me ein Titel des Künstlers den ersten Platz der Billboard-Charts erreichen konnte.

## Hintergrund
In „Glass Houses“ sind im Gegensatz zu den Vorgängeralben deutlich stärkere Hard-Rock-Elemente zu hören, so wird die Platte vom Geräusch zersplitternden Glasses eröffnet, an das sich die ersten Gitarrenriffs von „You may be right“, einer eher klassischen Rock-’n’-Roll-Nummer, anschließen. Dies hatte bei der Veröffentlichung zur Folge, dass viele alte Fans von Joel eher befremdet auf das Album reagierten, während der Richtungswechsel dem Künstler zugleich auch viele neue Anhänger bescheren konnte. Nach eigenen Angaben war die Platte als Antwort auf die aufkommende Punkkultur gedacht.
Das Albumcover zeigt Joel, wie er einen Stein in die Frontscheibe seines eigenen Hauses, ein modernes Glashaus, in Oyster Bay, wirft. Der Musiker hatte dieses Haus bereits 1977 bezogen, nachdem er keine Wohnung im traditionsreichen Apartmenthaus The Dakota in New York City bekommen konnte. Nach „The Stranger“ und „52nd Street“ ist „Glass Houses“ zudem die dritte Zusammenarbeit zwischen Billy Joel und seinem langjährigen Produzenten Phil Ramone.

## Veröffentlichung
Nach seiner Veröffentlichung belegte das Album sechs Wochen lang den ersten Platz der US-amerikanischen Albumcharts und wurde das Album mit den vierthöchsten Verkaufszahlen des gesamten Jahres hinter The Wall von Pink Floyd, The Long Run von den Eagles sowie Off the Wall von Michael Jackson.
Bei den Grammy Awards 1981 gewann Billy Joel mit „Glass Houses“ zudem den Grammy für die beste männliche Rock-Gesangsdarbietung.

## Titelliste
1. You May Be Right – 4:15
2. Sometimes a Fantasy – 3:40
3. Don’t Ask Me Why – 2:59
4. It’s Still Rock and Roll to Me – 2:57
5. All for Leyna – 4:15
6. I Don’t Want to Be Alone – 3:57
7. Sleeping With the Television On – 3:02
8. C'Était Toi (You Were the One) – 3:25
9. Close to the Borderline – 3:47
10. Through the Long Night – 2:43

Sowohl die Musik als auch die Texte aller Titel stammen von Billy Joel.

## Kommerzieller Erfolg

### Chartplatzierungen
| ChartsChartplatzierungen       | Höchstplatzierung | Wochen |
| ------------------------------ | ----------------- | ------ |
| Deutschland (GfK)              | 24 (12 Wo.)       | 12     |
| Österreich (Ö3)                | 4 (20 Wo.)        | 20     |
| Vereinigte Staaten (Billboard) | 1 (73 Wo.)        | 73     |
| Vereinigtes Königreich (OCC)   | 9 (24 Wo.)        | 24     |

| ChartsJahrescharts (1980) | Platzierung |
| ------------------------- | ----------- |
| Österreich (Ö3)           | 17          |

### Auszeichnungen für Musikverkäufe
| Land/Region                  | Auszeichnungen für Musikverkäufe (Land/Region, Auszeichnung, Verkäufe) | Verkäufe  |
| ---------------------------- | ---------------------------------------------------------------------- | --------- |
| Australien (ARIA)            | 5× Platin                                                              | 250.000   |
| Hongkong (IFPI/HKRIA)        | Gold                                                                   | 10.000    |
| Kanada (MC)                  | 5× Platin                                                              | 740.000   |
| Neuseeland (RMNZ)            | 3× Platin                                                              | 45.000    |
| Vereinigte Staaten (RIAA)    | 7× Platin                                                              | 7.000.000 |
| Vereinigtes Königreich (BPI) | Gold                                                                   | 100.000   |
| Insgesamt                    | 2× Gold · 20× Platin ·                                                 | 8.145.000 |

Hauptartikel: Billy Joel/Auszeichnungen für Musikverkäufe